# Vi dolç natural

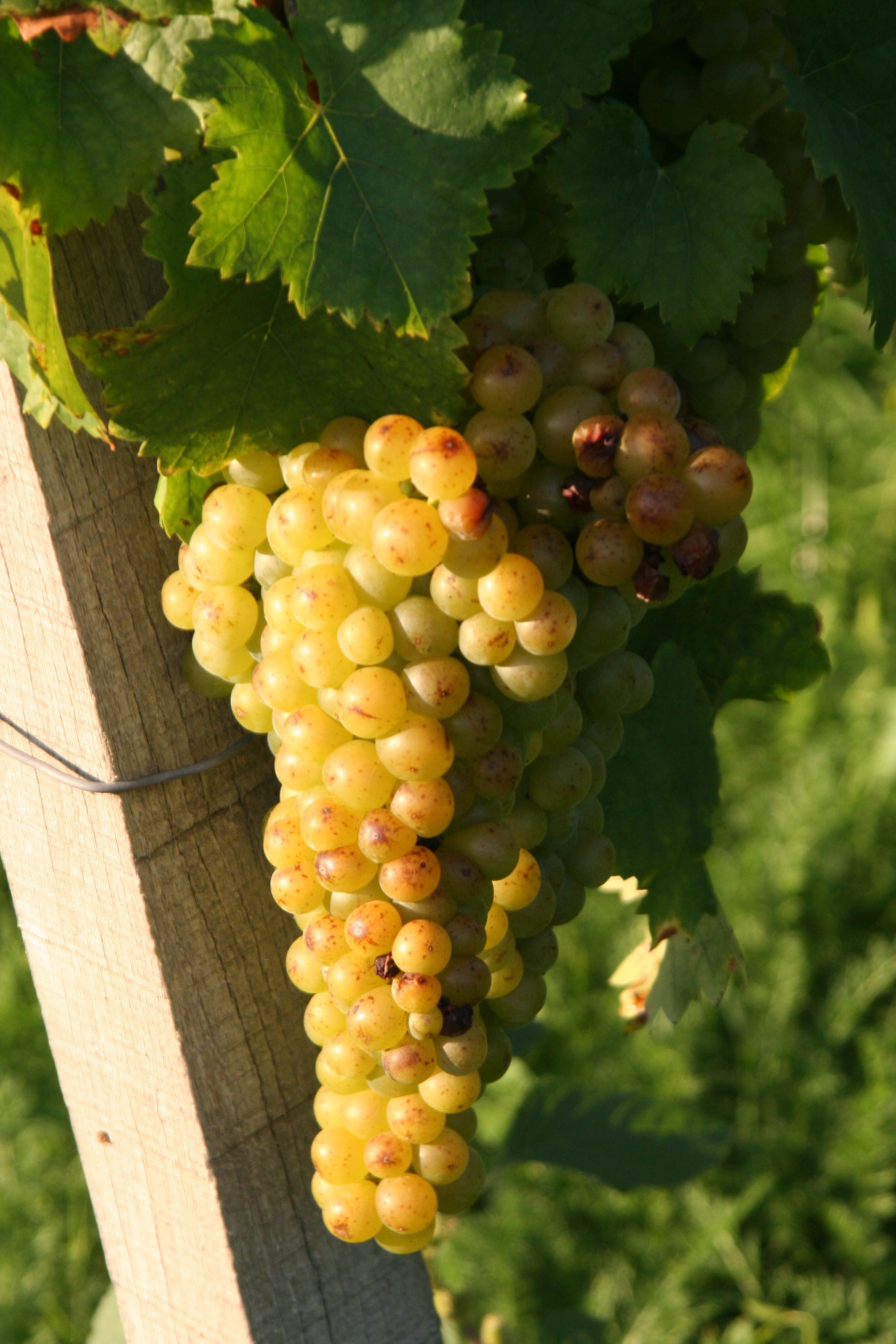
El moscat de gra petit és un dels principals ceps per la producció de vins dolços naturals

El vi dolç natural és un vi de licor tradicional elaborat amb most d'elevada riquesa en sucres i amb el procés d'un vi mut.
El vi pot ser blanc, a partir de les varietats de moscatell o de macabeu, negre elaborat amb garnatxa, o rosat. També es fan cupatges a partir d'aquestes varietats bàsiques. L'epítet «dolç natural» vol dir que la dolçor és natural, sense sucres afegits. No es tracta necessàriament d'un vi natural, d'agricultura ecològica. A més, cal distingir el vi dolç natural del vi dolç de raïm sobremadurat o naturalment dolç. El vi naturalment dolç no és un vi mut i, per tant, és un vi més natural.
Es retarda la verema deixant sobremadurar el raïm al cep. Quan el most està fermentant, i abans que tot el sucre s'hagi transformat en alcohol, s'hi afegeix alcohol en una proporció de 5 a 10% del volum del most, el que atura l'acció dels llevats i deixa una certa quantitat de sucre residual no fermentat. Com a vi de licor de qualitat VQPRD és regulat pels reglaments de les denominacions d'origen. El most ha de tenir una riquesa natural en sucre superior a 250 g/l. La graduació alcohòlica volumètrica natural és com a mínim de 12% vol. Amb l'addició d'alcohol rectificat de 96° o alcohol destil·lat de productes vínics d'una graduació entre 52% vol i 86% vol, s'arriba a un grau alcohòlic volumètric adquirit mínim de 15% vol i màxim de 22% vol.
A Catalunya, està autoritzada la producció de vins dolços naturals a les DO Alella, DO Conca de Barberà, DO Montsant, DO Penedès, DO Pla de Bages, DO Priorat, DO Terra Alta i DO Empordà. Al País Valencià, se'n produeixen principalment a La Marina, Alacant (el moscatell de la DO Alacant, per exemple) i València (mistela de la DO València, per exemple). Però destaquen sobretot els vins dolços naturals del Rosselló que produeixen el 90% d'aquests vins a França: AOC Banyuls i AOC Banyuls Grand Cru (vegeu vi de Banyuls), AOC Maury (vegeu vi de Maurí) i AOC Rivestaltes, AOC Muscat de Rivesaltes (vegeu vi de Ribesaltes i moscat de Ribesaltes) i AOC Grand Roussillon (vegeu vi de Ribesaltes i moscat de Ribesaltes). És tradicional el vi dolç natural de Banyuls que l'abat Rous, a finals del segle xix, va convertir en el vi de missa de l'església francesa.